# Реал (округ, Техас)
Шаблон:StateAbbr_ 29°50′ пн. ш. 99°49′ зх. д. / 29.84° пн. ш. 99.81° зх. д.
Округ Реал (англ. Real County) — округ (графство) у штаті Техас, США. Ідентифікатор округу 48385.

## Історія
Округ утворений 1913 року.

## Демографія
За даними перепису 2000 року загальне населення округу становило 3047 осіб, усе сільське. Серед мешканців округу чоловіків було 1507, а жінок — 1540. В окрузі було 1245 домогосподарств, 869 родин, які мешкали в 2007 будинках. Середній розмір родини становив 2,88.
Віковий розподіл населення поданий у таблиці:
| Стать    | До 15 років | 15-21 | 22-29 | 30-39 | 40-49 | 50-65 | 65-85 | Понад 85 |
| -------- | ----------- | ----- | ----- | ----- | ----- | ----- | ----- | -------- |
| Чоловіки | 287         | 139   | 87    | 161   | 189   | 348   | 273   | 23       |
| Жінки    | 291         | 107   | 96    | 173   | 196   | 339   | 297   | 41       |

## Суміжні округи
- Керр — північний схід
- Бандера — схід
- Ювалде — південь
- Едвардс — захід

## Виноски
1. ↑  U.S. Decennial Census. United States Census Bureau. Архів оригіналу за 12 травня 2015. Процитовано 9 травня 2015.
2. ↑  Texas Almanac: Population History of Counties from 1850–2010 (PDF). Texas Almanac. Архів оригіналу (PDF) за 26 лютого 2015. Процитовано 9 травня 2015.
3. ↑  State & County QuickFacts. United States Census Bureau. Архів оригіналу за 17 липня 2011. Процитовано 23 грудня 2013.(англ.) Наведено за англійською вікіпедією.
4. ↑  American FactFinder. Бюро перепису населення США. Архів оригіналу за 26 лютого 2012. Процитовано 31 січня 2008.

| США | Це незавершена стаття з географії США. Ви можете допомогти проєкту, виправивши або дописавши її. |